# 芬兰画家列表
这是一份不完全的芬兰知名画家列表，以出生年份排序。
- 约翰·克努特松（1816-1899）：风景画家
- 阿尔贝特·埃德费尔特（1854-1905）：画家，在芬兰独立前把芬兰艺术推向世界
- 海伦·谢尔夫贝克（1862-1946）：现代主义美术画家
- 埃罗·耶内费尔特（1863-1937）：画家，芬兰1890年代期间现实主义代表人物
- 阿克塞利·加伦-卡勒拉（1865-1931）：画家，以芬兰民族史诗《卡勒瓦拉》为主题的画作而闻名
- 佩卡·哈洛宁（1865-1933）：民族浪漫主义和卡累利阿主义的代表性人物
- 芒努斯·恩克尔（1870-1925）：象征主义画家
- 胡戈·辛贝里（1873-1917）：芬兰艺术史上象征主义的代表人物
- 埃罗·内利马尔卡（1891-1977）：博滕平原风景画法代表
- 维尔霍·兰皮（1898-1936）：画家，以其具有挑衅性的自画像、强有力的人物画像、以及取材自利明卡、利明卡平原和利明卡居民的油画而著称
- 比耶·卡尔斯泰特（1907-1975）：芬兰现代艺术先驱
- （1914-2001）：作家兼插图画家，姆明（Moomin）一族
- 雷达尔·塞雷斯托涅米（1925-1981）：以大型多彩拉普兰为主题的油画而著称
- 尤哈·坦门派（1959- ）：超现实主义版画家